# 法国封建制度的废除
八月法令是1789年8月由法国大革命中的法国国民制宪议会决议的包含19条法令的一系列法律条文。该法令实际上从法律层面上废除了法国的封建制度，被视为“旧制度的死亡证书”。

## 背景
1789年7月14日巴士底狱被攻占后，法国国内从首都巴黎到乡村暴动蜂起。贵族家庭遭到袭击，他们的庄园被焚毁。各地的教堂和城堡也有不少受到冲击。一些暴民涌入城市，城市内的抢劫案件不断上升。被称为“大恐慌”的动荡让全社会陷入到“谁会是下一个受害者”的恐惧和不安之中。其中很多案件不是由那些无家可归者或者饥饿的农民，而是由进城的乡下人引发的，他们想从中渔利。
大恐慌冲击着当时业已脆弱的法国政权-这个政权手上并没有什么核心的法令。持续的动荡促使全社会都在担忧政局会完全失控，因为一个前所未有的时代带给他们太多的未知性。
到了当年的7月底，看到有关各地农民起义的报告如潮水般涌入巴黎，议会决心重建社会秩序以平息暴动农民的不满情绪。议会通宵达旦地讨论了四天，终于在第五天决议废除封建制度，限制教士和贵族的权力。一周后八月法令定案。

## 法令条文
八月法令的大概内容如下：
第一条：
议会声明封建制度从此废除。这包括“现存关于封建制度的不动产所有权，以及一切来源于或代表农奴制的制度的收费都应马上废除而不受保护。”除此以外的收费可以赎回，但赎回制度及方法由议会制定，未被本法令废除的收费照常收取直至被豁免。
第二条：
废除饲养鸟类及运营鸽房的专营权，所有鸽子的关押期由社区决定。在此期间鸽子将被视为正被狩猎，任何人都可以任意捕杀。
第三条：
未受约束的养兔场的专营权同样会被废除，土地所有者有权制止在其所有地的狩猎行为。但是，他们必须保障公共安全。同时包括皇家森林的所有的狩猎场以及狩猎权已被废除。但为保障国王的私人爱好，设立针对国王自己在皇家森林狩猎的规定。议会委派议会主席促使国王释放因破坏上述狩猎权而被关押或流放的人。
第四条：
所有庄园法庭已被废止，但所属的法官和法律人员将被允许继续履行他们的职责，直至议会下达进一步的指令。
第五条：
所有什一税及其替代品已被废除，任何什一税收取权“...长期的或周期的圣会，圣职担任者，法人成员（包括馬爾他騎士團及其它宗教和军事组织），以及教堂维护费用、占用居住者费用、以及作为部分congrue（这里指支付牧师的最低报酬）的替代品，已经废除。但在以下情况，包括被定为使用于神圣的礼拜的花费，行使教士职责的花费，救助穷人的花费，修复和重建教堂和牧师住宅的花费，以及所有研究所、神学院、学校、学院、收容所的维护开支将有基金会支持。”本法令制定之前，议会允许牧师收取什一税。未被以上法令限制的什一税照常收取。
第六条
所有地租都可以以议会制订的价格赎回，日后不能再制定不可赎回的地租。
第七条
售卖判决和市政的办公室已被废除，裁决应被公平分配，然而，相应机构的官员应继续履行职责直至议会颁发下一步指示。
第八条
在部分congrue已经提高的情况下，给予牧师和助理牧师的费用已被废除。
第九条
财政上的免税权利已被永久废除，税款将会通过相同形式向全体公民收取，新的税款征收方式正在制定当中。
第十条
所有特别赋予省、地区、城市、行政区、公社、经济组织及其它机构的特权，在新制度下已被取消。法国的每个组成部分都是平等的。
第十一条
所有公民，无论其等级及出身，均有任职政府机构及军队的资格。
第十二条
不允许再有“提供给罗马教会、亞維農的公使馆、琉森使节的圣职的首年收入”。教士应该接受主教的捐赠及其他经济利益指令，以向法国的教堂提供经营费用。
第十三条
多项教会应付款项因此已被议会废除。
第十四条
对教士的收入限制定额为3000里弗尔，任何个人如以享受多于3000里弗尔的抚恤金，则不能同时享受多份抚恤金，
第十五条
国王与议会一同审阅任何呈上的关于抚恤金、恩惠及收入的报告，并有权停止或减少不合理的项目。
第十六条
为法国谋福祉的意见应当受到嘉奖。全国教区和教堂都应该对此表示感激。
第十七条
路易十六国王宣布法国的自由已经恢复。
第十八条：
议会作为一个站在国王前面的主体发布这套重要的法令，赞美我们的国王。
第十九条：
议会应意识到法令的重要性并尽快起草法案以执行法令。

## 法令的冲击
八月法令的制定初衷在于平息民愤并指导他们应有的公民德行。然而，八月法令在接下来的两年时间内多次反复修订。路易十六在他的一封信里对“国家最初的两项法令中体现的高尚、慷慨的行动方针”深感满意，他认为“...这为他们的国家和他们的国王，以及调解作出了巨大的牺牲。”另一方面，他继续说尽管“这种牺牲是好，可我不能承认它。我永远不会同意对我的教士和我的贵族们的权利剥夺...我永不批准对这种剥夺他们的法案，否则总有一天法兰西人民会谴责我的不公和软弱。”路易所关心的并不是教士和贵族特权的剥夺，而是认为对这种剥夺缺乏足够的补偿。同时，八月法令为议会制订《人权和公民权宣言》铺平了道路。